# WordPad
WordPad – procesor tekstów, który zawarty jest w prawie wszystkich wersjach Microsoft Windows, począwszy od Windows 95. Zastąpił on procesor Windows Write. W 2023 roku Microsoft ogłosił, że aplikacja zostanie usunięta w przyszłych wersjach systemu Windows. WordPad został całkowicie usunięty z Windows 11 – począwszy od wydania 24H2 – oraz Windows Server 2025 i nie będzie dołączany do kolejnych wersji Windows. Microsoft sugeruje używanie programu Microsoft Word do odczytu i zapisu plików w formacie RTF oraz Notatnika do obsługi plików tekstowych.

## Opis programu
WordPad pomocny jest przy formatowaniu i drukowaniu tekstu, jednak brakuje w nim zaawansowanych opcji, takich jak korekta pisowni czy obsługa tabel. Do podstawowych zastosowań należy pisanie listów lub też krótkich prac autorskich. Program standardowo obsługuje format RTF, chociaż nie jest w pełni zgodny z jego specyfikacją. W systemach Windows XP SP1 i nowszych, wykorzystywana jest kontrolka RichEdit w wersji 4.1. Poprzednie wersje obsługiwały również format „Word for Windows 6.0”, kompatybilny z nowszymi wydaniami programu MS Word.
WordPad dla Windows XP posiada możliwość wielojęzycznej edycji tekstu. Umożliwia otwieranie plików MS Word od wersji 6.0 do 2003, jednak poprawne wyświetlenie formatowania nie zawsze jest możliwe. W przeciwieństwie do poprzednich wersji, nie można zapisywać dokumentów w formacie .doc (jedynie .txt lub .rtf).
Windows XP Tablet PC Edition SP2 i Windows Vista wyposażone są w możliwość rozpoznawania mowy, pozwalającą wprowadzać tekst również do WordPada. W tych, jak i późniejszych systemach, kontrolka RichEdit obsługuje dodatkowe usługi (sprawdzanie pisowni, gramatyki itd.) dzięki korzystaniu z Text Services Framework (TSF).
W Windows Vista obsługa czytania plików MS Word została usunięta z powodu błędnego renderowania i problemów z formatowaniem. W celu przeglądania dokumentów Worda w dotychczasowych (97-2003) oraz nowszych wersjach (Open XML), firma Microsoft zaleca korzystanie z nieodpłatnej przeglądarki Word Viewer. Wersja WordPada dołączona do Windows 7 obsługuje standardy Office Open XML i ODF.